# Pokeraško lice (televizijska serija)
Pokeraško lice (eng. Poker Face) je američka kriminalistička dramedijska televizijska serija koju je za streaming platformu Peacock kreirao Rian Johnson. Stilizirana kao tjedna kriminalistička serija s formatom „slučaj-tjedna”, u glavnoj ulozi pojavljuje se Natasha Lyonne kao Charlie Cale, žena s urođenom sposobnošću prepoznavanja kada ljudi lažu, koja se tijekom putovanja po Sjedinjenim Američkim Državama nađe u situacijama rješavanja ubojstava.
Peacock je u ožujku 2021. najavio seriju, s Lyonne u glavnoj ulozi i Johnsonom kao redateljem, a Nora Zuckerman i Lilla Zuckerman imenovane su suvoditeljicama serije. Prva sezona imala je 10 epizoda i premijerno je prikazana 26. siječnja 2023. U veljači 2023. serija je obnovljena za drugu sezonu, koja je premijerno prikazana 8. svibnja 2025. Serija je dobila pohvale kritike, a Lyonne je bila nominirana za nagradu Primetime Emmy za najbolju glavnu glumicu u humorističnoj seriji na 75. dodjeli nagrada. U Hrvatskoj serija se prikazuje na streaming platformi SkyShowtime.

## Glumačka postava

### Glavne uloge
- Natasha Lyonne kao Charlie Cale, žena s iznimnom sposobnošću prepoznavanja kada ljudi lažu.

### Sporedne uloge
- Benjamin Bratt kao Cliff LeGrand (1. sezona), voditelj osiguranja u kasinu u kojem Charlie radi, s kojim se često sukobljava.
- Simon Helberg kao Luca Clark, agent FBI-ja kojega Charlie upoznaje tijekom svojih putovanja i koji joj pomaže.
- Rhea Perlman kao Beatrix Hasp, vlasnica kasina i suparnica Frostu starijem.
- Steve Buscemi kao glas Good Buddyja (2. sezona), korisnika CB radija.
- Patti Harrison kao Alex (2. sezona), nespretna mlada žena s kojom se Charlie sprijatelji u New Yorku.

### Gostujuće uloge

#### 1. sezona
- Adrien Brody kao Sterling Frost Jr., upravitelj kasina u kojem Charlie radi.
- Dascha Polanco kao Natalie Hill, najbolja prijateljica Charlie i sobarica u Frostovu kasinu koja naiđe na nešto zlokobno.
- Noah Segan kao šerif Parker, lokalni šerif iz izmišljenog okruga Frost.
- Ron Perlman kao Sterling Frost Sr., nemilosrdni Frostov otac.
- Hong Chau kao Marge, usamljena i povučena vozačica kamiona s kojom se Charlie sprijatelji.
- Megan Suri kao Sara, prodavačica u trgovini mješovitom robom u koju su zaljubljeni i Jed i Damian.
- Colton Ryan kao Jed, nestabilni mehaničar.
- John Ratzenberger kao Abe, Jedov ujak i poslodavac.
- Brandon Micheal Hall kao Damian, ljubazni radnik u Subwayju.
- Chelsea Frei kao Dana, konobarica u zalogajnici.
- Lil Rel Howery kao Taffy Boyle, suvlasnik i poslovni dio popularnog restorana s roštiljem.
- Danielle Macdonald kao Mandy Boyle, Taffyjeva šogorica koja radi s njim i Georgeom.
- Shane Paul McGhie kao Austin / Hanky T. Pickins, dosadni tajnik radijske postaje s talentom za glasovnu glumu.
- Larry Brown kao George Boyle, suvlasnik i kuhar Taffyjeva restorana s kojim se Charlie sprijatelji.
- Chloë Sevigny kao Ruby Ruin, vođa i vokal benda Doxxxology koja se bori pronaći uspjeh te angažira Charlie.
- Nicholas Cirillo kao Gavin, bubnjar i veliki obožavatelj benda Doxxxology.
- Chuck Cooper kao Deuteronomy, tehničar benda Doxxxology.
- John Darnielle kao Al, gitarist benda Doxxxology.
- G.K. Umeh kao Eskie, basist benda Doxxxology.
- Judith Light kao Irene Smothers, stanovnica doma za umirovljenike i najbolja prijateljica Joyce.
- S. Epatha Merkerson kao Joyce Harris, stanovnica doma za umirovljenike i najbolja prijateljica Irene.
- K Callan kao Betty, znatiželjna stanovnica zajednice Joyce i Irene.
- Reed Birney kao Ben / Gabriel, novi stanovnik zajednice Joyce i Irene s kojim imaju prošlost.
- Ellen Barkin kao Kathleen Townsend, glumica s posrnulom karijerom koja ima dugogodišnji sukob s Michaelom.
- Tim Meadows kao Michael Graves, uglavnom umirovljeni glumac koji ima dugogodišnji sukob s Kathleen.
- Audrey Corsa kao Rebecca, mlada treća glumica u Kathleeninoj predstavi.
- Jameela Jamil kao Ava, Michaelova bogata supruga.
- Tim Blake Nelson kao Keith Owens, ostarjeli automobilist.
- Charles Melton kao Davis McDowell, mladi automobilist s kojim se Charlie sprijatelji.
- Leslie Silva kao Donna Owens, supruga Keitha Owensa.
- Angel Desai kao Jean McDowell, Davisova majka.
- Jasmine Aiyana Garvin kao Katy Owens, kći Keitha Owensa koja želi postati automobilistica.
- Jack Alcott kao Randy, Davisov prijatelj koji mu pomaže s automobilom.
- Nick Nolte kao Arthur Liptin, suosnivač LAM-a, pionirske tvrtke za vizualne efekte, s kojim se Charlie sprijatelji.
- Cherry Jones kao Laura, suosnivačica LAM-a.
- Luis Guzmán kao Raoul, arhivar u LAM-u.
- Rowan Blanchard kao Lily Albern, glumica koja je radila na prvom filmu LAM-a.
- Tim Russ kao Max, suosnivač LAM-a.
- Joseph Gordon-Levitt kao Trey Nelson, bogataš u kućnom pritvoru zbog trgovanja povlaštenim informacijama.
- David Castañeda kao Jimmy Silva, Treyjev otuđeni prijatelj koji vodi planinsku gostionicu.
- Stephanie Hsu kao Mortimer „Morty” Bernstein, skitnica i sitna lopovica koja se susreće s Charlie.
- Clea DuVall kao Emily Cale, Charlieina otuđena sestra.

#### 2. sezona
- Cynthia Erivo kao sestre Kazinsky:
  - Amber Kazinsky, umjetnica u usponu i glavna skrbnica svoje majke Norme.
  - Bebe Kazinsky, radijska voditeljica (DJ).
  - Cece Kazinsky, profesorica komparativne književnosti.
  - Delia „Dee Dee” Kazinsky, zaposlenica u voćnjaku jabuka.
  - Felicity Price, umjetnica mješovitih medija.
- Jin Ha kao Paul Fletcher, odvjetnik.
- Jasmine Guy kao Norma Kazinsky, majka sestara Kazinsky.
- Giancarlo Esposito kao Fred Finch, ravnatelj pogrebnog poduzeća i suprug Grete.
- Kevin Corrigan kao Tommy Sullivan, direktor kastinga na filmskom setu.
- Katie Holmes kao Greta Finch, Fredova supruga.
- John Mulaney kao Daniel „Danny” Clyde-Otis, agent FBI-ja.
- Richard Kind kao Jeffrey Hasp, suprug Beatrix Hasp.
- Chris Bauer kao Hooper, specijalni agent.
- Gaby Hoffmann kao Fran Lamont, policajka na Floridi.
- Kumail Nanjiani kao Joseph „Gator Joe” Pilson, policajac na Floridi i TikTok osobnost s kućnim aligatorom.
- John Sayles kao načelnik Hal, policajac na Floridi.
- Simon Rex kao „Rocket” Russ Waddell, nekada popularni bejzbolaš koji je izgubio sposobnost bacanja brze lopte.
- Brandon Perea kao Felix Domingo, vrlo talentirani bejzbolaš.
- Gil Birmingham kao Skip, trener lokalne bejzbolske momčadi Cheesemongers.
- Carol Kane kao Lucille, unuka Hirama Lubinskog i voditeljica Velvety Canned Cheese Parka.
- Ego Nwodim kao Gilda Deacon, sportska komentatorica u Velvety Canned Cheese Parku.
- B. J. Novak kao Hiram Lubinski, tvorac Velvety Canned Cheesea.
- Noah Segan kao Lew Dundee, hvatač u momčadi Cheesemongers.
- Eva Jade Halford kao Stephanie Pearce, izuzetno uspješna učenica privatne osnovne škole.
- Callum Vinson kao Elijah Turner, jedan od Stephanieinih školskih kolega.
- David Krumholtz kao JB Turner, Elijahov otac i domar privatne škole.
- Margo Martindale kao dr. Hamm, ravnateljica privatne škole.
- Sam Richardson kao Kendall Hines, zaposlenik u velikoj trgovini SuperSave.
- Corey Hawkins kao Bill Jackson, voditelj trgovine SuperSave.
- James Ransone kao Juice, impulzivni lopov.
- Geraldine Viswanathan kao Jenny, zaposlenica u indijskom restoranu.
- Melanie Lynskey kao Regina „Reggie” Galvary, blagajnica Nacionalnog fonda za siročad.
- John Cho kao Guy, prevarant.
- Awkwafina kao Madeline „Maddy” St. Marie, biciklistička dostavljačica.
- Alia Shawkat kao Amelia Peek / Kate Forster, nova djevojka Anne.
- Lauren Tom kao Anne St. Marie, Maddyina baka i umirovljena profesorica poezije.
- David Alan Grier kao Otto, nadzornik zgrade u kojoj žive Anne i Maddy.
- Myra Lucretia Taylor kao Noreen, žena koja često sjedi ispred stambene zgrade.
- Cliff „Method Man” Smith kao Frank „Brick” Bricatino, vlasnik i voditelj fitness kluba u Brooklynu pod nazivom The Brick House.
- Jason Ritter kao Rodney Schomburg, sanitarni inspektor koji često dolazi u The Brick House.
- Natasha Leggero kao Lily Bricatino, Frankova supruga.
- Justin Theroux kao Todd Tolocci, srednjoškolski profesor kojega kasnije imitira visoko vješt, majstor prerušavanja i plaćeni ubojica.
- Lili Taylor kao agentica FBI-ja Darville.
- Haley Joel Osment kao Kirby Kowalczyk, sin Beatrix Hasp.
- Taylor Schilling kao agentica FBI-ja Annie Milligan.

## Pregled serije
Prva sezona imala je 10 epizoda i premijerno je prikazana od 26. siječnja do 9. ožujka 2023. U veljači 2023. serija je obnovljena za drugu sezonu, koja je premijerno prikazana od 8. svibnja do 10. srpnja 2025.
U Hrvatskoj se serija premijerno prikazuje na streaming platformi SkyShowtime. Prva sezona prikazana je od 15. rujna do 10. studenoga 2023., dok se druga sezona premijerno prikazuje od 17. srpnja 2025.
| Sezona | Sezona | Epizode | Prvo prikazivanje  | Prvo prikazivanje | Prikazivanje u Hrvatskoj | Prikazivanje u Hrvatskoj |
| Sezona | Sezona | Epizode | Premijera          | Finale            | Premijera                | Finale                   |
| ------ | ------ | ------- | ------------------ | ----------------- | ------------------------ | ------------------------ |
|        | 1.     | 10      | 26. siječnja 2023. | 9. ožujka 2023.   | 15. rujna 2023.          | 10. studenoga 2023.      |
|        | 2.     | 12      | 8. svibnja 2025.   | 10. srpnja 2025.  | 17. srpnja 2025.         | 18. rujna 2025.          |

### Prva sezona (2023.)
| Br. u seriji | Br. u sezoni | Hrvatski naslov Englski naslov                       | Redatelj          | Scenarist                                           | Prvo prikazivanje  | Prikazivanje u Hrvatskoj |
| ------------ | ------------ | ---------------------------------------------------- | ----------------- | --------------------------------------------------- | ------------------ | ------------------------ |
| 1.           | 1.           | "Mrtvačeva Ruka" "Dead Man's Hand"                   | Rian Johnson      | Rian Johnson                                        | 26. siječnja 2023. | 15. rujna 2023.          |
| 2.           | 2.           | "Noćna smjena" "The Night Shift"                     | Rian Johnson      | Alice Ju                                            | 26. siječnja 2023. | 15. rujna 2023.          |
| 3.           | 3.           | "Održavanje" "The Stall"                             | Iain B. MacDonald | Wyatt Cain                                          | 26. siječnja 2023. | 22. rujna 2023.          |
| 4.           | 4.           | "Počivao u metalu" "Rest in Metal"                   | Tiffany Johnson   | Christine Boylan                                    | 26. siječnja 2023. | 29. rujna 2023.          |
| 5.           | 5.           | "Vrijeme majmuna" "Time of the Monkey"               | Lucky McKee       | Wyatt Cain i Charlie Peppers                        | 2. veljače 2023.   | 6. listopada 2023.       |
| 6.           | 6.           | "S pozornice odlazi smrt" "Exit Stage Death"         | Ben Sinclair      | Chris Downey                                        | 26. siječnja 2023. | 13. listopada 2023.      |
| 7.           | 7.           | "Budućnost ovog sporta" "The Future of the Sport"    | Iain B. MacDonald | Priča: Joe Lawson i CS Fischer Scenarij: Joe Lawson | 26. siječnja 2023. | 20. listopada 2023.      |
| 8.           | 8.           | "Orfejev sindrom" "The Orpheus Syndrome"             | Natasha Lyonne    | Natasha Lyonne i Alice Ju                           | 26. siječnja 2023. | 27. listopada 2023.      |
| 9.           | 9.           | "Bijeg s jebene planine" "Escape from Shit Mountain" | Rian Johnson      | Nora Zuckerman i Lilla Zuckerman                    | 26. siječnja 2023. | 3. studenoga 2023.       |
| 10.          | 10.          | "Odbijanac" "The Hook"                               | Janicza Bravo     | Rian Johnson                                        | 26. siječnja 2023. | 10. studenoga 2023.      |

### Druga sezona (2025.)
| Br. u seriji | Br. u sezoni | Hrvatski naslov Englski naslov                 | Redatelj       | Scenarist                 | Prvo prikazivanje | Prikazivanje u Hrvatskoj |
| ------------ | ------------ | ---------------------------------------------- | -------------- | ------------------------- | ----------------- | ------------------------ |
| 11.          | 1.           | "Igra je počela" "The Game Is a Foot"          | Rian Johnson   | Laura Deeley              | 8. svibnja 2025.  | 17. srpnja 2025.         |
| 12.          | 2.           | "Posljednji pogledi" "Last Looks"              | Natasha Lyonne | Alice Ju i Natasha Lyonne | 8. svibnja 2025.  | 17. srpnja 2025.         |
| 13.          | 3.           | "Pronađi krticu" "Whack-A-Mole"                | Miguel Arteta  | Wyatt Cain                | 8. svibnja 2025.  | 17. srpnja 2025.         |
| 14.          | 4.           | "Okus ljudske krvi" "The Taste of Human Blood" | Lucky McKee    | Wyatt Cain                | 15. svibnja 2025. | 24. srpnja 2025.         |
| 15.          | 5.           | "Heroj rodnog grada" "Hometown Hero"           | John Dahl      | Tony Tost                 | 22. svibnja 2025. | 31. srpnja 2025.         |
| 16.          | 6.           | "Nemarni Joseph" "Sloppy Joseph"               | Adam Arkin     | Kate Thulin               | 29. svibnja 2025. | 7. kolovoza 2025.        |
| 17.          | 7.           | "N/E" "One Last Job"                           | Adam Arkin     | Taofik Kolade             | 5. lipnja 2025.   | 14. kolovoza 2025.       |
| 18.          | 8.           | "N/E" "The Sleazy Georgian"                    | Mimi Cave      | Megan Amram               | 12. lipnja 2025.  | 21. kolovoza 2025.       |
| 19.          | 9.           | "N/E" "A New Lease on Death"                   | Adamma Ebo     | Tea Ho i Wyatt Cain       | 19. lipnja 2025.  | 28. kolovoza 2025.       |
| 20.          | 10.          | "N/E" "The Big Pump"                           | Clea DuVall    | Raphie Cantor             | 26. lipnja 2025.  | 4. rujna 2025.           |
| 21.          | 11.          | "N/E" "The Day of the Iguana"                  | Ti West        | Andrew Sodroski           | 3. srpnja 2025.   | 11. rujna 2025.          |
| 22.          | 12.          | "N/E" "The End of the Road"                    | Natasha Lyonne | Laura Deeley              | 10. srpnja 2025.  | 18. rujna 2025.          |

## Vanjske poveznice
- Pokeraško lice u internetskoj bazi filmova IMDb-a